# Неуланд, Альфред Юханович
А́льфред Юха́нович Не́уланд (эст. Alfred Neuland; 10 октября 1895, Валк, Лифляндская губерния — 16 ноября 1966, Таллин) — российский и эстонский тяжелоатлет, советский тренер по тяжёлой атлетике, первый в истории Эстонии олимпийский чемпион (1920), чемпион мира (1922), серебряный призёр Олимпиады 1924 года.
За свою карьеру установил 12 мировых рекордов и 45 национальных.

## Биография
Родился 10 октября 1895 года в Валке. У него было двое братьев — Вольдемар и Феликс.
Альфред Неуланд является дядей Эдмунда Неуланда (сын брата Феликса), который также был спортсменом.
В юности Альфред жил в Риге, где проходил обучение. Его соседом был Гельмут Сареток, в будущем первый рекордсмен Советской России в тройном прыжке. Видя, как Альфред поднимает во дворе двухпудовые гири, юный Геля тоже заинтересовался спортом.
Альфред Неуланд был участником Первой мировой и Освободительной войн.

### Спортивная карьера
Тренировался в клубе «Калев» в Таллине, выступал в соревнованиях с 16-летнего возраста (1911). В 1915 и 1916 годах стал чемпионом России в лёгком весе, а через год — лучшим в среднем весе.
С 1920 по 1924 годы входил в состав сборной Эстонии. В первый год выступления за страну он принял участие на Олимпийских играх в Антверпене, где стал чемпионом в лёгкой весовой категории (до 67,5 кг). Его победный результат составил 257,5 кг в сумме троеборья (72,5 + 75 + 110).
В 1922 году завоевал золото на чемпионате мира, а в следующем году стал победителем Гётеборгских игр. В период с 1918 по 1924 годы Альфред многократно становился чемпионом Эстонии в различных весовых категориях.
В 1924 году Альфред Неуланд принял участие во вторых в карьере Олимпийских играх и завоевал серебряную медаль в весовой категории до 75 килограммов.
За карьеру Неуланд установил 12 мировых, 10 олимпийских и 45 национальных рекордов. Заслуженный деятель спорта Эстонской ССР, почётный член Калева.
Стиль тяжелоатлета Неуланда был необычным в плане широкого хвата и глубокого приседа во время поднятия хвата. Также Неуланд использовал хват замком.

### После завершения карьеры
После окончания спортивной карьеры стал предпринимателем в родном городе. С 1950 по 1955 год возглавлял Эстонский завод экспериментальных безалкогольных напитков в Таллине.
Также работал тренером в спортивном обществе «Калев» и спортивным судьёй. Судья всесоюзной категории (1955). Среди его подопечных были Даниил Ганюков, Борис Меликов, Мати Нууде. Писал о тяжёлой атлетике в Eesti Spordilehti.
Скончался 16 ноября 1966 года. Похоронен на Таллинском лесном кладбище.

## Память
- В 1995 году на родине спортсмена в Валге был установлен памятник архитектора Мати Кармина[2].
- С 2000 года проводится ежегодный турнир по тяжёлой атлетике памяти Неуланда[2].

## Награды
- Медаль «За трудовую доблесть» (27.04.1957) — «за успехи, достигнутые в деле развития массового физкультурного движения в стране, повышения мастерства советских спортсменов, и успешное выступление на международных соревнованиях»